# Baliomorpha caudicea
Baliomorpha caudicea är en nattsländeart som beskrevs av Arturs Neboiss 1984. Baliomorpha caudicea ingår i släktet Baliomorpha och familjen ryssjenattsländor. Inga underarter finns listade i Catalogue of Life.